# Willy May
Willy May (* 21. Mai 1896; † 27. Dezember 1962) war ein deutscher Schachkomponist.

## Leben
Erst mit 28 Jahren erlernte May das Schachspielen, sechs Jahre später widmete er sich der Schachkomposition. Hauptsächlich komponierte er Zweizüger. Trotz einer Pause von 1937 bis 1947 brachte er es auf mehr als 1.550 Schachaufgaben. Er erhielt mehr als 30 Preise, zum Beispiel gewann er 1933 beim Turnier des Dänischen Arbeiterschachbundes den 1. Preis.
May arbeitete bei vielen internationalen Schachzeitschriften mit.
Von Beruf war May Angestellter, er lebte in Mannheim-Schönau.